# Николай Крилов
Никола̀й Ива̀нович Крило̀в (на руски: Никола̀й Ива̀нович Крыло̀в) е съветски военачалник, два пъти Герой на Съветския съюз и маршал на СССР. Член на ВКП (б) от 1927 г., от 1961 до 1972 г. – член на ЦК на КПСС, неизменен депутат във Върховния съвет на СССР от 1946 до 1972 г.

## Биография
Роден е на 29 април 1903 г. в с. Голяевка, Саратовска губерния. На 20 февруари 1919 г. се записва като доброволец в Червената армия. След успешното завършване на пехотни курсове през 1920 г., е назначен за командир на взвод, рота, а на 19 години командва батальон. По време на Великата Отечествена война, Крилов заема длъжностите началник на оперативен отдел на армия и началник-щаб на армия. Участник в отбраната на Севастопол. По време на битката за Сталинград е началник-щаб на армия, откъдето произхожда познанството му с Василий Чуйков. Несъмнената заслуга за по-късното му утвърждаване на длъжността главнокомандващ на ракетните войски със специално предназначение (на руски: Ракетных войск стратегического назначения, съкр. РВСН) обаче, е заради работата по въпросите за отбраната на Сталинград, под ръководството на Никита Хрушчов. Крилов след войната ще напише за това очерка „Волжката твърдина“ (на руски: „Волжская твердыня“). След победата над Германия, Николай Иванович, заедно с командира на 1-ви Далекоизточен фронт – маршал Кирил Мерецков, предприемат дръзка маневра срещу 3-та японска армия. Отказвайки се от артилерийска подготовка, съветските войски обкръжават противника, унищожавайки редица дълговременни огневи точки на японците. Този подход към нестандартни решения на стратегическите въпроси, служи за назначаването на Крилов за главнокомандващ на Далекоизточния военен окръг. По-късно, Николай Иванович командва Уралския, Ленинградския и Московския военни окръзи. През 1963 г. е назначен за главнокомандващ на ракетните войски със специално предназначение (на руски: Ракетные войска стратегического назначения России).
Николай Крилов дълго не дава съгласието си на молбата на тогавашния министър на отбраната на СССР – маршал Родион Малиновски, да оглави новия вид войски. Развитието им е обусловено и от Карибската криза. През 1965 г., по доклад на министъра на отбраната на САЩ – Робърт Макнамара, Щатите имат 650 балистични ракети, а СССР – само 200. Крилов, както и някои научни ръководители като Михаил Янгел, достигат до извода, че е необходимо строителството на нови шахти за пускови установки и приемане на въоръжение на нови бойни ракетни комплекси. Янгел създава в своето конструкторско бюро нови видове ракетно въоръжение, с далекобойност, която значително превишава комплексите с ракети Р-12. През 1966 г., Съветският съюз е посетен от Шарл де Гол. Заедно с Крилов, де Гол инспектира ракетната дивизия в Новосибирск.
Крилов провежда инспекции по всички части и подразделения на ракетните войски. След всеки випуск на офицери-ракетчици, той кани в Главния щаб на ракетните войски млади офицери и изслушва техните молби и жалби, след което лично проверява изпълнението на поставените им задачи. При проверка на една от частите лично се заинтересува колко често войниците получават писма, водят ли ги на кино.
По време на неговото командване, през 1965 г. е утвърден „Боен устав на ракетните войски със специално предназначение“. Немалко сили и средства са отделени за устрояването на военните градчета, където живеят семействата на ракетчиците. При проверката на някоя част, Крилов винаги проверява и бита на гарнизона, строителствота на жилищния фонд, детските градини и училища, лечебните и оздравителните учреждения, спортните площадки и съоръжения, домовете на културата, театрите. Почти всички военни градчета са построени по утвърдени от Крилов проекти.
Крилов умира на 9 февруари 1972 г. в Москва на 69-годишна възраст и е погребан в некропола на Кремълската стена. На негово име е наречена една от улиците на град Одинцово.

## Награди
- Два пъти Герой на Съветския съюз
- Пет ордена „Ленин“
- Четири ордена „Червено знаме“
- Орден „Октомврийска революция“
- Орден „Суворов“ – I степен
- Орден „Кутузов“ – I степен
- Медал „XX години РККА“
- Медал „За отбраната на Сталинград“
- Медал „За отбраната на Севастопол“
- Медал „За победата над Германия“
- Медал „За победата над Япония“
- Медал „За превземането на Кьонигсберг“
- Почетно оръжие – поименна шашка със златен герб на СССР
- Ордени и медали на други страни

## Воински звания
- Полковник – 17 януари 1938 г.
- Генерал-майор – 27 декември 1941 г.
- Генерал-лейтенант – 9 септември 1943 г.
- Генерал-полковник – 15 юли 1943 г.
- Армейски генерал – 18 септември 1953 г.
- Маршал на Съветския съюз – 29 април 1962 г.

## Съчинения
- ((ru)) Крылов. Н., Алексеев. Н., Драган. И. „Навстречу победе“. Москва. Наука. 1970 г.
- ((ru)) Крылов. Н. „Огненный бастион“. Москва. Воениздат. 1973 г.
- ((ru)) Крылов. Н. „Сталинградский рубеж“. Москва. Воениздат. 1979 г.
- ((ru)) Крылов. Н. „Не померкнет никогда“. Москва. Воениздат. 1984 г.